# John Craig (religioso)
John Craig (Aberdeen, 1512 – 1600) è stato un religioso scozzese.
Domenicano, nel 1560 fu accusato di calvinismo e condannato alla pena capitale, ma Craig fuggì a Vienna evitando il rogo.
Nel 1562 si spostò in Scozia, dove fu tra i padri del National Covenant del 1680.